# Ghenanma
 (juin 2014).
Si vous disposez d'ouvrages ou d'articles de référence ou si vous connaissez des sites web de qualité traitant du thème abordé ici, merci de compléter l'article en donnant les références utiles à sa vérifiabilité et en les liant à la section « Notes et références ».
 (décembre 2010).
Ghenanma est une tribu nomade arabe maqil du Sahara originaire du Moyen-Orient.

## Histoire
Leurs ancêtres Ghanem étant originaires du Sahel au bord de l'Atlantique après leur arrivée au Maghreb. La Saoura actuelle est dominée politiquement par eux .Ils chassèrent les Doui-Menia de la Saoura.
Après le XVIIe siècle, les Ghenanmas se sédentarisent dans les ksours d'El-Ghaba (Bouhdid, Ammas, El-Ouata, Boukhlouf, Agdal, Ksar-Elma, El-Madja, Anffid et El-Byada) au bord de l'oued Saoura.

## Géographie
Le territoire qui leur appartient est considérable, le long de l'oued il va de Merhouma jusqu'au delà de Tagdalt. C'est la section la plus riche de la Saoura, la raba, recouverte d'une « forêt » continue de palmiers, l'oasis d'un seul tenant de beaucoup la plus étendue de toute la région. Les ksars s'y pressent plus nombreux qu'ailleurs;et d'ailleurs les Ghenanmas sont propriétaires de ksars isolés en dehors des limites de leur territoire propre; un des ksars de BéniAbbès par exemple est Ghenanmas. Les pâturages des Ghenanemas sont à l'est dans l'erg .On a vu qu'ils furent les maîtres de la Zousfana et qu'ils se replièrent après des luttes acharnées contre les Doui Menia .constructeurs des ksours de la rive droite de loued Saoura aujourd'hui en ruine.Voici de quelle façon la tribu se divise elle-même. Les Ghenanema se subdivisent en :
DEBABHA et CHEMAMCHA.

## Structure
Les DEBABHA et les CHEMAMCHA comprennent chacun trois fractions qui sont pour les DEBABHA :
- ATAOUNA qui comprennent les Gourdane, Les Oulad Ziane, les Oulad Ali, les Oulad Alla, et les Gharaba

- Les OULAD HAMMOU qui comprennent les Oulad Hammou, et les Mekhazenia

- Les OULAD SAAD qui comprennent les Mebachera, les Oulad Saad, et les Gharaba

Pour les CHEMAMCHA se subdivisent comme suit :
- Les OULAD REZOUG qui comprennent les Oulad Ben Ghenni, Les Oulad Embarek Ben Allal, Les Oulad Ben Talha, Les Oulad Abdelhak, et les Oulad Ahmed Ben Aïssa

- Les Oulad Housseïn qui comprennent les Oulad El Aguid, les Oulad Ali, Les Atamin, Les Oulad Ben Obeïd, les Djenahat, et les Oulad Hadj

- Les MAADID qui comprennent les Oulad Abbou, Les Oulad Belgassem, les Oulad Hammou, les Itarna, les Achache, et les Oulad Djerar

Les Ghenanema se subdivisent en : DEBABHA et CHEMAMCHA. 
Les DEBABHA et les CHEMAMCHA comprennent chacun trois fractions qui sont pour les DEBABHA :
- ATAOUNA qui comprennent les Gourdane, Les Oulad Ziane, les Oulad Ali, les Oulad Alla, et les Gharaba
- Les OULAD HAMMOU qui comprennent les Oulad Hammou, et les Mekhazenia
- Les OULAD SAAD qui comprennent les Mebachera, les Oulad Saad, et les Gharaba

Pour les CHEMAMCHA se subdivisent comme suit :
- Les OULAD REZOUG qui comprennent les Oulad Ben Ghenni , Les Oulad Embarek Ben Allal, Les Oulad Ben Talha, Les Oulad Abdelhak, et les Oulad Ahmed Ben Aïssa
- Les Oulad Housseïn qui comprennent les Oulad El Aguid, les Oulad Ali, Les Atamin, Les Oulad Ben Obeïd, les Djenahat, et les Oulad Hadj
- Les MAADID qui comprennent les Oulad Abbou, Les Oulad Belgassem, les Oulad Hammou, les Itarna, les Achache, et les Oulad Djerar

Quelle est l'origine de chacune de ces fractions ?
LES ATOUANA
Des quatre fractions des Gourdane trois : Les Oulad Zina, les Oulad Mokhtar et les Oulad Dahan sont originaires du Draa, la quatrième les Oulad Abbou est originaire des Oulad Raffa.
Les Oulad Ziane descendent des Ammour du cercle de Aïn-Sefra (Oulad Abdallah), les Gormat de Marrakech et des Arib.
Les Oulad Ali sont originaires de Sahel et des Oulad Hadj grande fraction habitant le cours supérieur de la Moulouya.
Les Oulad Alla viennent du Ksar de Bou Denib (Oued Guir). Deux hommes de ce Ksar quittèrent en même temps leur pays. L'un Alla Ben Hammou se fixa à Tametert, et l'autre Mohammed Ben Ayachi resta à Mazzer ou il a donné naissance à la fraction des Oulad Alla.
Les Gharaba sont originaires de la fraction des Hïaïna.
LES OULAD HAMMOU
Les Oulad Hammou sont originaires des Krerma fraction des Ahlaf habitant la plaine de Tafrata au sud-ouest d'Oujda. Leur ancêtre Hammou Ould Keroum fut envoyé par le Sultan Alaouite avec un Makhzen pour percevoir les impôts chez les Ghenanema. Hammou Ben Kerroum  se fixa aux Ghenanema ou il épousa une femme nommée Aïchatou. Lors de son deuxième voyage dans la Saoura, Hammou Ben Kerroum amena avec lui qu'un seul Mokhazani nommé également Hammou de même que son maître celui-ci se fixa dans la Saoura, c'est l'ancêtre des Mekhazenia.
LES OULAD SAAD
Les Mebachera sont originaires deTimmoudi et de la Saoura. Les Oulad Saad sont originaires des Oulad Selim, et les Gharaba également originaires des Oulad Selim.
CHEMAMCHA
Les ancêtres des Oulad Rezoug sont originaires de Kairouan d'ou leur surnom de Graoua qui a été donné à cette fraction, et par extension aux Oulad Hammou, les seuls habitants de la Saoura en dehors des Chorfas admis à épouser leurs filles. Leur ancêtre Rezoug vint à une époque fort reculée se fixer au Draa ou il rencontra les autres Ghenanema, il avait avec lui ses deux fils et une fille. Ses deux fils, l'un est l'ancêtre des Oulad Ben Allal, et l'autre des Oulad Ben Talha. La fille épousa un certain Cheikh Abdelhak de cette union seraient sortis les Oulad Abdelhak. Quant au Père, il est l'ancêtre des Oulad Ba Ghenni.
CHEMAMCHA OULAD HOSSEIN
Les Oulad El Aguid sont originaires de Zaouiet El Kadi dans l'Oued Ifli (District du Tafilalet), ils ont quitté ce pays avec kes Ghenanema pour aller dans l'Erg Iguidi et à partir de ce moment ont suivi leurs bonnes et mauvaises fortunes.
Les Oulad Ali sont les frères des Oulad El Aguid, ils descendent du même Père ALLA.
Les Atamin sont originaires des Arib du Sahel, leur ancêtre Ahmed vint se fixer dans la Saoura avec son cousin Ahmed Ben Belkacem. Le premier est l'ancêtre des Atamin qui actuellement près d'el Maja, le deuxième est l'ancêtre des Atamin qui habitent près de Timrarine.
Les Oulad Ben Obeïd ont pour ancêtre un certain Obeïd de la grande tribu des Arib du Sahel qui voyageant dans la Saoura se laissé séduire par les charmes d'une femme des Oulad El Aguid, l'épousa et se fixa ensuite dans la Saoura.
Les Djenahat sont originaires des Oulad Bedir fraction des Oulad Sebbah habitant le district de Tizimi (Taflialet), il y'a peu de temps qu'ils font partie de la confédération des Genanema.
Les Oulad El Hadj sont originaires de Fez, ils ont précédé de très peu les Djenahat dans la Saoura, venus au nombre d'une quarantaine pour percevoir l'achour, ils trouvèrent le pays à leur convenance et s'y fixèrent.
CHEMAMCHA MAADID
Les Oulad Abbou sont originaires de la fraction arabe des Haoudh ou Souaïd qui habitait l'est (La Tripolitaine). Leur ancêtre Abbou Ben Saïd eut quatre fils dont l'un Brahim a donné naissance aux Oulad Bel Gassem et un autre Hammou aux Oulad Hammou.
Les Itarna sont originaires des Oulad Selim.
Les Achaches, trois fractions les Oulad Messaoud, les Oulad Zid et les Haleil sont originaires du Sahel, la quatrième fraction celle des oulad El Aguid sont originaires des Laghouat el Ksel du cercle de Guéryville.
Les Oulad Djerar sont d'origine inconnue.